# Evangelický kostel v Čáslavi

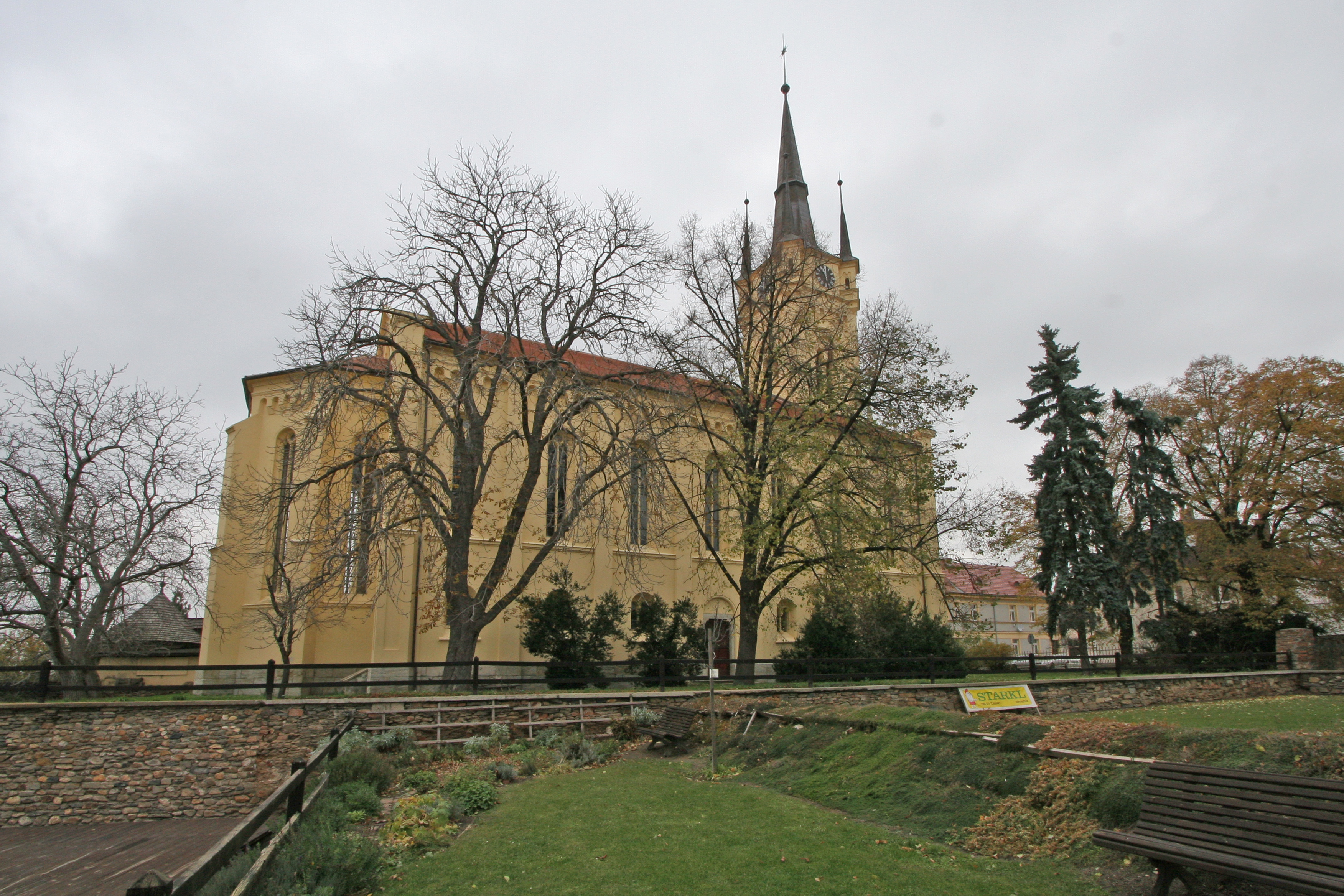
Evangelický kostel v Čáslavi

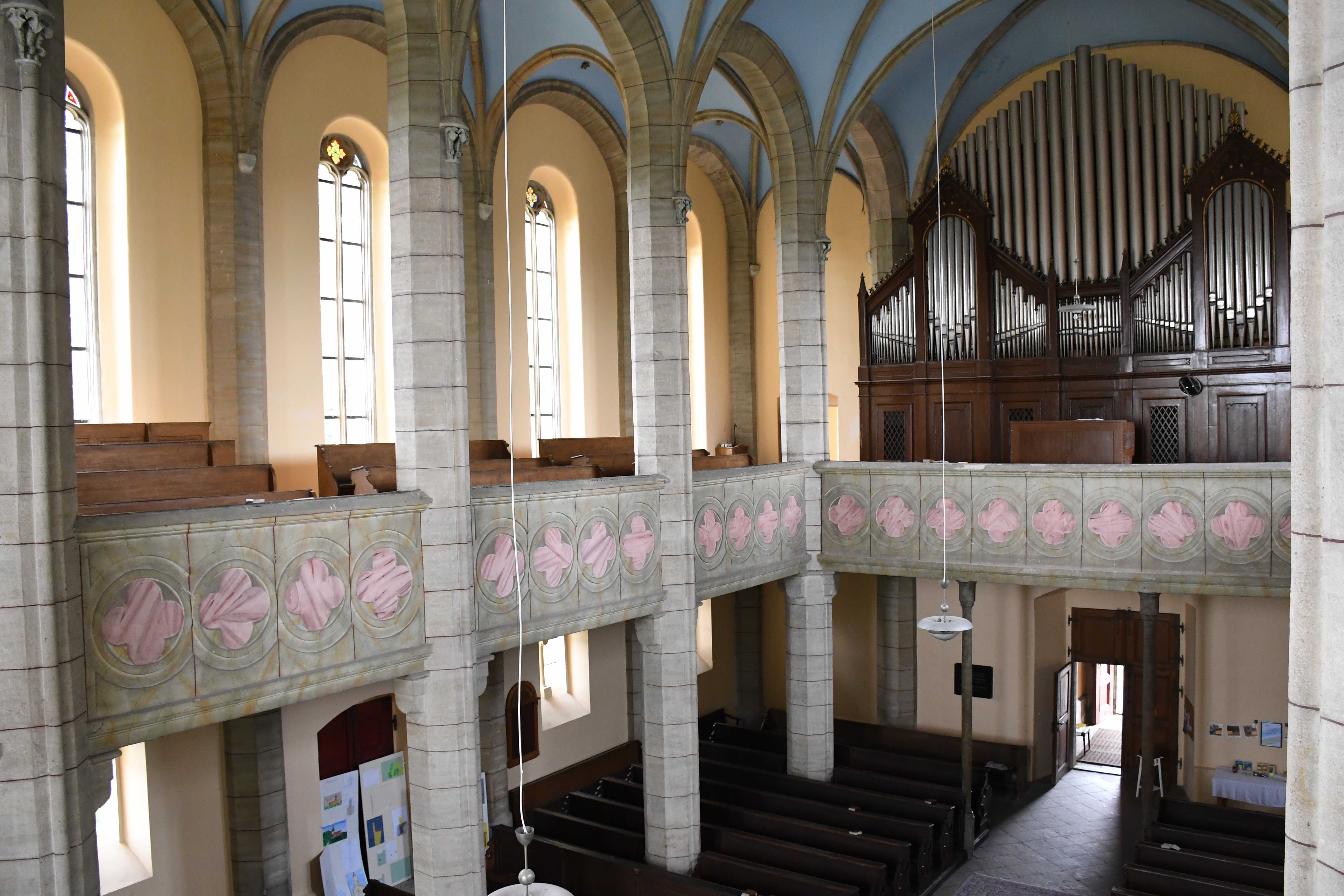
Evangelický kostel, interiér

Evangelický kostel v Čáslavi stojí v ulici Jana Karafiáta. Je to jedna z největších evangelických kostelních staveb v České republice. Spolu s kostelem svatého Petra a Pavla se výrazně podílí na charakteristické siluetě města. Památkově chráněn je kostel s přilehlým pozemkem.

## Historie
Stojí v ohrazeném travnatém prostranství poblíž městských hradeb na místě bývalého minoritského kláštera zaniklého za husitských válek nad městským rybníkem. Místní evangelíci se scházeli v původním sídle tolerančního sboru v Močovicích, kde ze staré sýpky brzy po vydání Tolerančního patentu (1781) byla postavena modlitebna, která sloužila mnoho let. Teprve v polovině 19. století vznikla myšlenka přenést sbor do Čáslavi a vybudovat nový kostel.
Základní kámen byl položen v roce 1864, stavba kostela navržená chrudimským stavitelem Františkem Schmoranzem st. v historizujícím slohu doznívajícího romantismu s novogotickými a novorománskými prvky byla dokončena v roce 1869. Ve výroční den upálení Mistra Jana Husa 6. července 1869 byl kostel vysvěcen. 4. října 1931 byly posvěceny nové zvony, které nahradily původní zrekvírované za první světové války. V letech 1954-1957 byly v kostele postaveny varhany. V roce 2009 byla provedena rekonstrukce a kostel byl znovu slavnostně otevřen. Kostel je dnes využívána i jako koncertní síň.

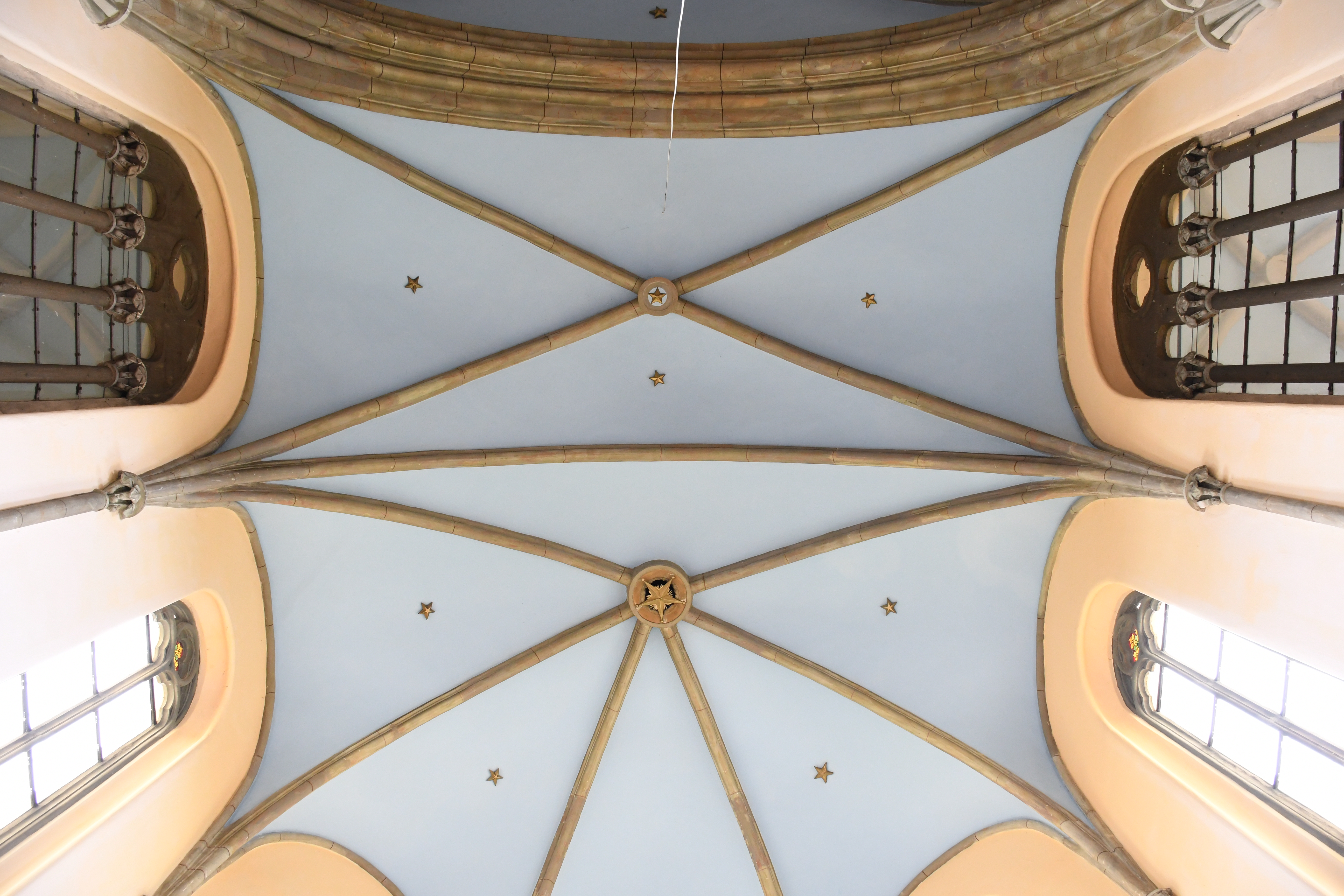
Interiér evangelického kostela

## Architektonické řešení
Kostel je k jihozápadu orientované trojlodí s užším odsazeným a pětiboce zakončeným presbytářem. Sedlová střecha je krytá plechem.
Věž se sdruženými okny a čtyřmi opěrnými věžičkami záměrně připomíná věž nedalekého kostela svatého Petra a Pavla.

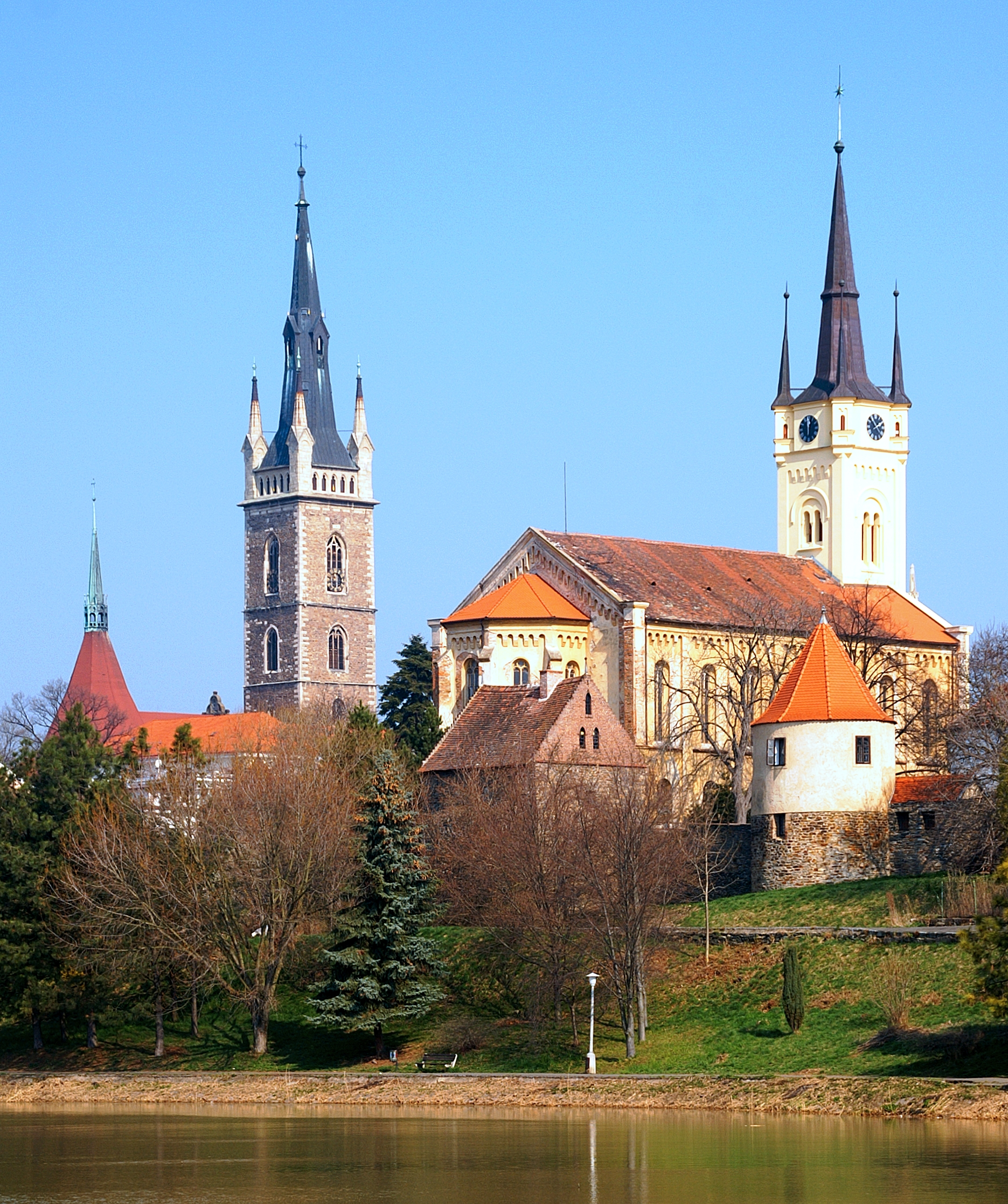
Čáslavské kostely, vlevo kostel sv. Petra a Pavla, vpravo evangelický kostel, v popředí městské opevnění a Podměstský rybník.

Trojlodní kostel je členěn do dvou pater. Západní stěna lodi se otevírá dveřními portály s půlkruhovými záklenky a kamenným ostěním. Dveřní výplň má historizující kování a kliky.
Vedle kostela byla v roce 1928 postavena fara se síní Komenského.

## Osobnosti
V roce 1872 byl v Čáslavi otevřen jediný reformovaný učitelský ústav v Čechách, v němž jedním z učitelů v letech 1872-1875 byl evangelický farář Jan Karafiát.
V letech 1888-1925 v Čáslavi působil významný evangelický kazatel František Kozák (1857-1925), který v městě založil ženský dobročinný spolek Marta (1889) a v roce 1913 evangelický sirotčinec „Husův asyl“, v jehož činnosti pokračuje Diakonie Českobratrské církve evangelické.